# 10月20日
10月20日（じゅうがつはつか）は、グレゴリオ暦で年始から293日目（閏年では294日目）にあたり、年末まであと72日ある。

## できごと

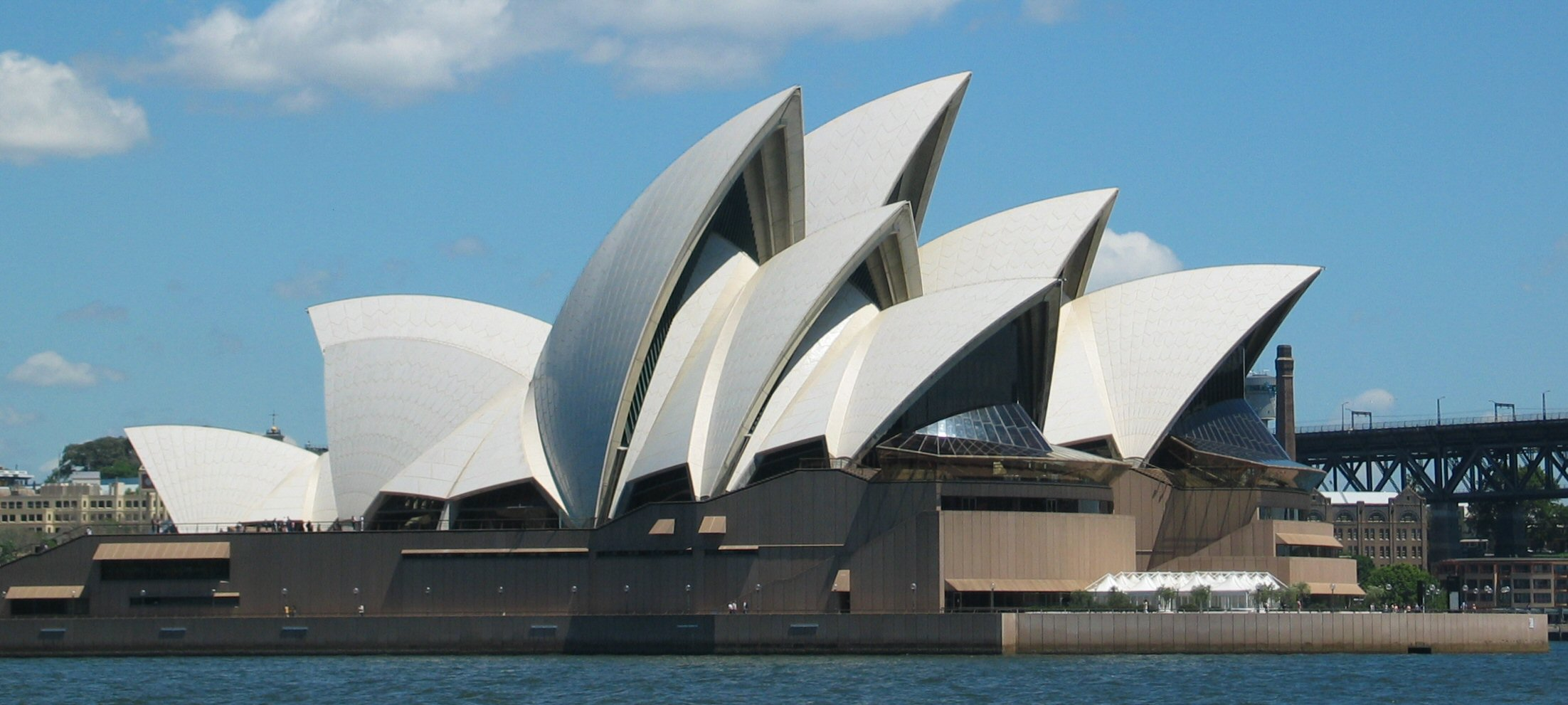
シドニー・オペラハウス開場(1973)

- 1687年 - ペルーでM8.6の地震。死者5000人。
- 1827年 - ギリシャ独立戦争: ナヴァリノの海戦。
- 1870年 - 第1バチカン公会議閉会。
- 1883年 - ペルーとチリが太平洋戦争の講和条約・アンコン条約に調印。
- 1885年 - 日本がメートル条約に加盟。
- 1927年 - 早稲田大学大隈講堂が竣工。
- 1933年 - 兵庫県神戸市須磨区沖合で客船「屋島丸（946トン）」が台風接近の暴風雨により沈没[1]。乗客41人、船員26人死亡、乗客2人行方不明[2]。
- 1944年 - 第二次世界大戦・フィリピンの戦い: ダグラス・マッカーサー率いるアメリカ軍がフィリピン・レイテ島に上陸。レイテ島の戦いが始まる。
- 1945年 - 日本共産党機関誌『赤旗』が再刊。
- 1948年 - 島根県で約300人が政令201号違反で起訴された者の釈放を求めて松江地方裁判所、松江刑務所前に押しかける。後に首謀者が騒乱罪で起訴されたが適用されず[3]。
- 1949年 - 日本戦歿学生手記編集委員会が戦没学生の手記を集めた『きけ わだつみのこえ』が刊行。
- 1950年 - 朝鮮戦争: 国連軍が北朝鮮の臨時首都・平壌を占領（英語版）。
- 1961年 - 森光子主演の舞台『放浪記』が芸術座で初演。
- 1963年 - 日生劇場が開場。
- 1967年 - 代々木公園が開園。
- 1968年 - ジャクリーン・ケネディがギリシャの海運王オナシスと再婚。
- 1970年 - 日本政府が初の防衛白書を発表。
- 1973年 - ウォーターゲート事件: 土曜日の夜の虐殺。リチャード・ニクソン米大統領が特別検察官のアーチボルド・コックスを解任。
- 1973年 - シドニー・オペラハウスが開場。
- 1982年 - ルジニキの惨事。群集事故により死者340人超。
- 1985年 - 成田空港問題: 10.20成田現地闘争。
- 1991年 - インド北部でM6.8の地震。死者1800人。
- 1993年 - 皇后美智子が、週刊誌などに載った批判記事による心労が元で赤坂御所にて倒れ、失声症となる。
- 1993年 - 新右翼「風の会」代表の野村秋介が朝日新聞東京本社に乱入、社長室で拳銃自殺。
- 1996年 - 第41回衆議院議員総選挙。小選挙区比例代表並立制を導入。
- 1999年 - テレビアニメ「ONE PIECE」放送開始。
- 2004年 - 台風23号が高知県土佐清水市付近に上陸。死者・行方不明者98人を出し、平成時代では最悪の台風被害。
- 2009年 - 日本郵政の西川善文社長が郵政民営化見直しの責任で辞任。
- 2011年 - ムアンマル・アル＝カッザーフィーの死: ムアンマル・アル＝カッザーフィー大佐が死亡し、1969年から42年間続いたリビアの独裁政権に幕を下ろす[4][5]。
- 2017年 - シリア民主軍、ISILが首都とするラッカの解放を宣言[6]。
- 2021年 - 日本時間午前11時44分ごろ、同43分発生の阿蘇山の噴火を気象庁が発表。直後の同48分に噴火警戒レベルを3に引き上げる。[7][8]
- 2024年 - インドネシアの第八代大統領にプラボウォ・スビアント氏が就任。

## 誕生日

### 人物
| 見つかった、何が、永遠が、海と溶け合う太陽が――『地獄の季節』 |

| 人は水に渇いても死ぬが溺れて死ぬ者もある。然るに今や天下の人の大多数は水に渇いて死んでいくのに、他方には水に溺れて死ぬ者もいる――『貧乏物語』 |

| 人間は可憐であり脆弱であり、それ故愚かなものであるが、堕ちぬくためには弱すぎる――『堕落論』 |

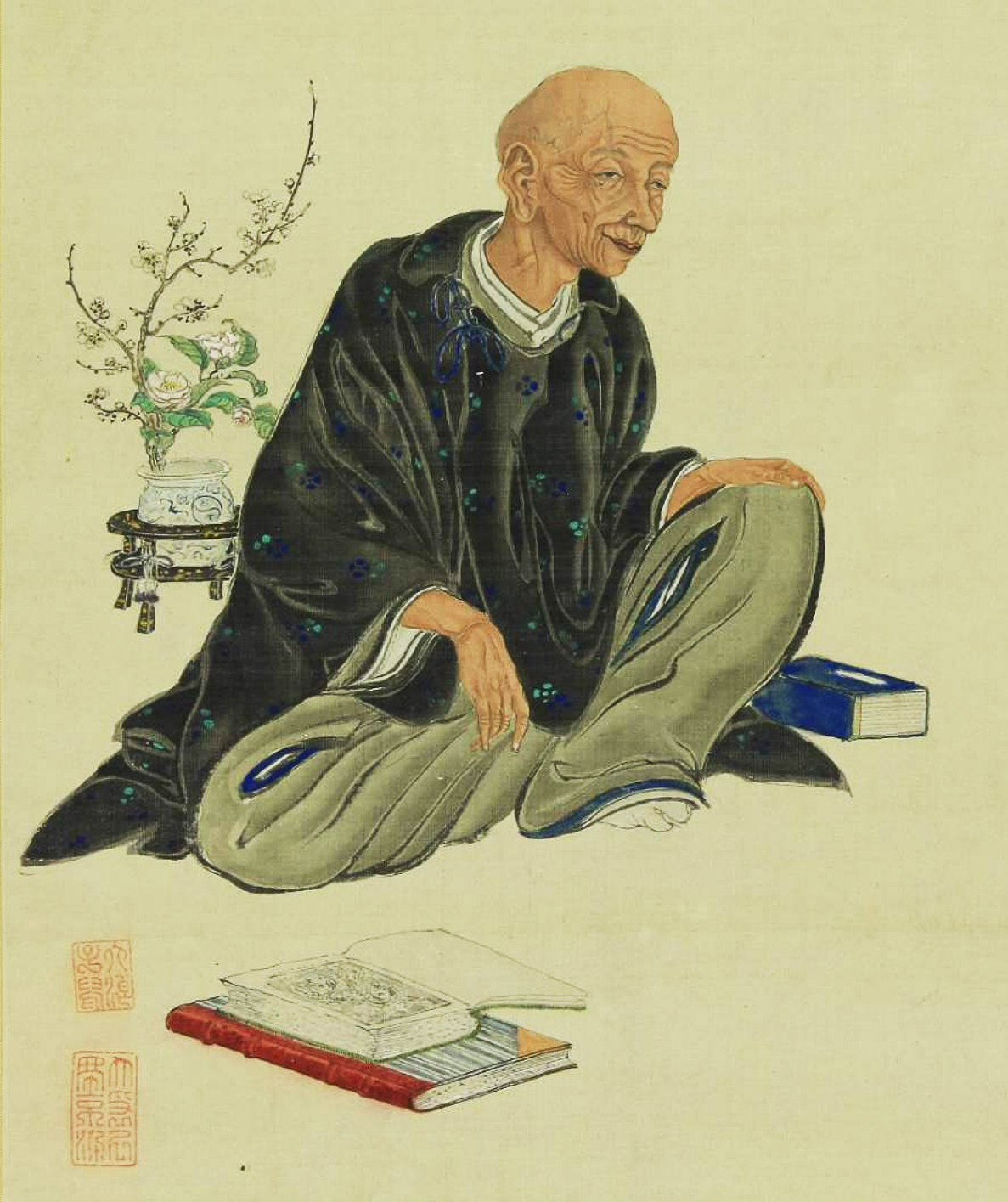
蘭学者杉田玄白(1733-1817)誕生。

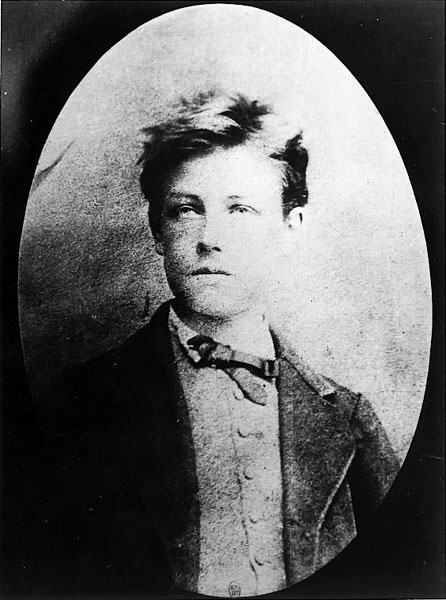
詩人アルチュール・ランボー(1854-1891)誕生。

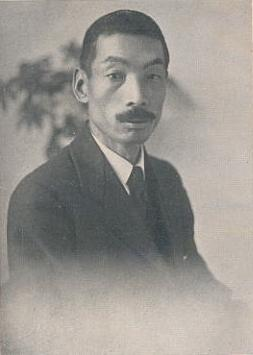
マルクス経済学に傾倒し、32年テーゼを翻訳した河上肇(1879-1946)誕生。

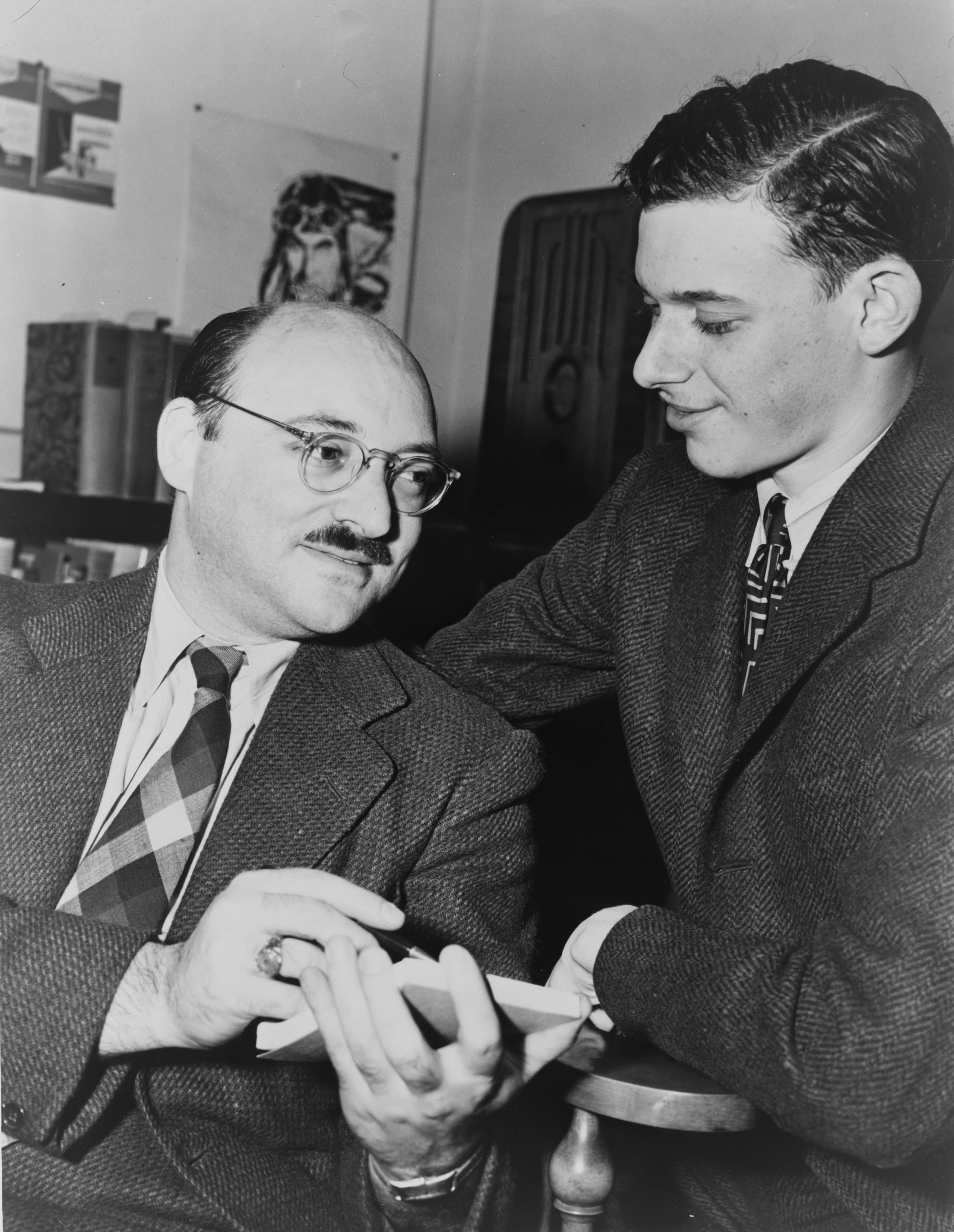
推理小説作家エラリー・クイーンの1人フレデリック・ダネイ(1905-1981)誕生(左)。ダネイと従兄弟のマンフレッド・ベニントン・リーによる共同執筆。

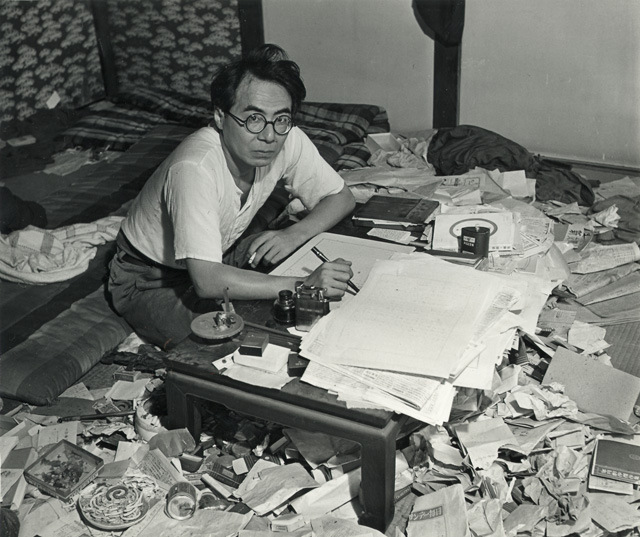
作家坂口安吾(1906-1955)誕生。

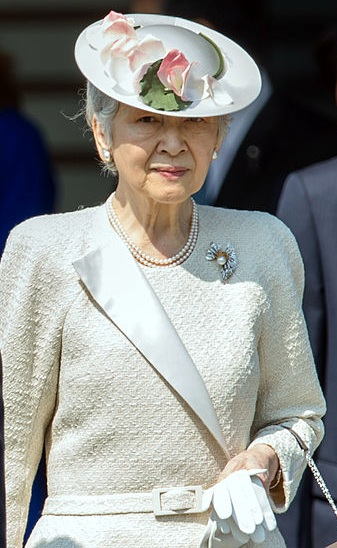
上皇后美智子(1934-)誕生。

- 1620年 - アルベルト・カイプ、画家（+ 1691年）
- 1733年（享保18年9月13日） - 杉田玄白、蘭学者（+ 1817年）
- 1775年（安永4年9月26日） - 京極高有、豊岡藩主（+ 1841年）
- 1780年（安永9年9月23日） - 鍋島斉直、佐賀藩主（+ 1839年）
- 1784年 - パーマストン子爵ヘンリー・ジョン・テンプル、イギリス首相（+ 1865年）
- 1793年（寛政5年9月16日） - 渡辺崋山、画家、田原藩家老（+ 1841年）
- 1819年 - カール・ミクリ、ピアニスト、指揮者、作曲家（+ 1897年）
- 1819年（文政2年9月2日） - 遠山友禄、苗木藩主（+ 1894年）
- 1825年 - マーシャル・ジュウェル、第29・31代コネチカット州知事、第28代アメリカ合衆国郵政長官（+ 1883年）
- 1854年 - アルチュール・ランボー、詩人（+ 1891年）
- 1859年 - ジョン・デューイ、哲学者（+ 1952年）
- 1865年（慶応元年9月1日） - 石橋忍月、文芸評論家、小説家（+ 1926年）
- 1879年 - 河上肇、経済学者（+ 1946年）
- 1894年 - オリーヴ・トーマス、女優、ソーシャライト（+ 1920年）
- 1897年 - アドルフ・ドイチュ、作曲家、指揮者、編曲家（+ 1980年）
- 1900年 - 赤堀四郎、生化学者（+ 1992年）
- 1902年 - 吉川清一、実業家（+ 1990年）
- 1903年 - 芥田武夫、プロ野球監督（+ 1987年）
- 1905年 - 中川信夫、映画監督（+ 1984年）
- 1905年 - フレデリック・ダネイ、作家（+ 1982年）
- 1906年 - 坂口安吾、作家（+ 1955年）
- 1907年 - 大伴麟三、映画監督（+ 1944年）
- 1909年 - 杉山寧、日本画家（+ 1993年）
- 1911年 - 石津謙介、ファッションデザイナー（+ 2005年）
- 1915年 - 岡本利三、元プロ野球選手（+ 2002年）
- 1916年 - 藤井勇、元プロ野球選手（+ 1986年）
- 1917年 - ステファン・エセル、 外交官、大使、人権擁護家 (+ 2013年)
- 1921年 - 加美早苗、女優（宝塚歌劇団26期生）、バレリーナ（+ 2000年）
- 1923年 - オトフリート・プロイスラー、児童文学作家（+ 2013年）
- 1923年 - 三野重和、実業家、元クボタ社長（+ 2003年）
- 1925年 - 野中広務、政治家（+ 2018年）
- 1926年 - 高橋貞二、俳優（+ 1959年）
- 1928年 - 李鵬、政治家（+ 2019年）
- 1929年 - サシュコ・ガヴリーロフ、ヴァイオリニスト
- 1930年 - 小沢馨、元プロ野球選手（+ 2016年）
- 1930年 - 中島執、元プロ野球選手
- 1931年 - 田中東雨、書家（+ 2017年）
- 1931年 - 小野直広、心理学者（+ 2001年）
- 1931年 - ミッキー・マントル、プロ野球選手（+ 1995年）
- 1932年 - 石田勝心、映画監督（+ 2012年）
- 1932年 - 納谷六朗、声優（+ 2014年）
- 1933年 - 浮洲重紀、元プロ野球選手
- 1933年 - 橋本力、元プロ野球選手、元俳優（+ 2017年）
- 1934年 - 眉村卓、小説家 （+ 2019年）
- 1934年 - 入江昭、政治学者
- 1934年 - 上皇后美智子、上皇后
- 1935年 - ファビオ・クディチーニ、元サッカー選手（+ 2025年）
- 1935年 - 武藤章生、俳優 （+1995年）
- 1936年 - 各務三郎、評論家、編集者
- 1936年 - 茅幸二、化学者、慶應義塾大学・分子科学研究所・総合研究大学院大学名誉教授（+ 2017年）
- 1937年 - 一代のぼる、作曲家（+ 2000年）
- 1937年 - 増沢末夫、騎手、調教師
- 1937年 - フアン・マリシャル、元プロ野球選手
- 1938年 - 武邦彦、騎手、調教師（+ 2016年）
- 1938年 - 津野修、大蔵官僚、弁護士
- 1939年 - 原彬久、政治学者
- 1939年 - 大日方和雄、外交官
- 1939年 - 森中千香良、元プロ野球選手（+ 2008年）
- 1940年 - 青尾幸、元アナウンサー
- 1940年 - 葛西敬之、実業家、東海旅客鉄道（JR東海）会長（+ 2022年）
- 1941年 - 青森伸、声優
- 1944年 - 夢大作、コメディアン、競艇評論家
- 1944年 - いもとようこ、絵本作家
- 1944年 - 山下律夫、元プロ野球選手（+ 2011年）
- 1945年 - 堀田眞三、俳優
- 1945年 - 千種信雄、元バスケットボール選手
- 1945年 - 佐賀ノ海輝一、元大相撲力士、元プロ野球選手（+ 1999年）
- 1946年 - 田中隆一、政治家、元長崎県西海市長
- 1946年 - 秋元肇、元プロ野球選手
- 1946年 - エルフリーデ・イェリネク、小説家、劇作家
- 1946年 - リチャード・ロンクレイン、テレビディレクター、映画監督、脚本家
- 1947年 - 織田あきら、元俳優
- 1947年 - 鵜飼克雄、元プロ野球選手
- 1947年 - 大谷泰雄、元プロ野球選手
- 1948年 - 谷ナオミ、女優
- 1948年 - 飯田隆、哲学者、慶應義塾大学名誉教授
- 1948年 - 大道寺あや子、テロリスト、東アジア反日武装戦線元メンバー
- 1948年 - 眞木準、コピーライター （+ 2009年）
- 1949年 - 宇江佐真理、時代小説作家（+ 2015年）
- 1950年 - 織田あきら、俳優
- 1950年 - 関谷喜三郎、経済学者
- 1950年 - 白柳和吉、元プロ野球選手
- 1950年 - 広井てつお、漫画家（+ 2008年）
- 1951年 - クラウディオ・ラニエリ、元サッカー選手、監督
- 1951年 - 橋本圭一郎、経営者
- 1952年 - 野路由紀子、歌手
- 1953年 - キース・ヘルナンデス、元プロ野球選手
- 1954年 - 中島常幸、ゴルファー
- 1954年 - 松岡洋子、声優
- 1954年 - 小林アトム、声優（+ 2011年）
- 1954年 - 辻親八、声優
- 1955年 - 李春三、政治家
- 1955年 - 高英傑、元プロ野球選手
- 1956年 - 向谷実、音楽家
- 1956年 - 角南源五、ジャーナリスト、実業家
- 1956年 - ダニー・ボイル、映画監督、プロデューサー
- 1957年 - 村田香織、ダンサー、元女優
- 1958年 - 大石大二郎、元プロ野球選手、監督
- 1958年 - 山崎養世、経済評論家
- 1958年 - 藤井要一、作詞家、作曲家（手風琴）
- 1958年 - ヴィゴ・モーテンセン、俳優
- 1958年 - イーヴォ・ポゴレリチ、ピアニスト
- 1959年 - 川西幸一、ドラマー（UNICORN）
- 1959年 - 鈴木トオル、歌手、ミュージシャン
- 1960年 - 伊黒俊彦、ベーシスト（ECHOES）
- 1960年 - 西川りゅうじん、マーケティングコンサルタント
- 1961年 - 桂小南（3代目）、落語家
- 1961年 - 富沢美智恵、声優
- 1962年 - 茂木健一郎、脳科学者、博士（理学）
- 1962年 - 豊田弓乃、ヴァイオリニスト
- 1962年 - デイブ・ウォン、歌手、俳優
- 1963年 - 西村正美、政治家
- 1963年 - 野口早苗、声優
- 1964年 - カマラ・ハリス、政治家、アメリカ合衆国副大統領
- 1964年 - 山口智子、女優
- 1964年 - 萩森侚子、声優
- 1964年 - 鈴木より子、声優
- 1964年 - 相馬知実、元アナウンサー
- 1964年 - 坂口昇平、元スキージャンプ選手
- 1965年 - KATSUMI、ミュージシャン
- 1965年 - 前田典子、ファッションモデル
- 1965年 - ウィリアム・ザブカ、俳優
- 1965年 - ジョン・ラトクリフ、政治家
- 1966年 - 公文裕明、元サッカー選手
- 1966年 - ジョナサン・ハースト、元プロ野球選手
- 1967年 - 髙橋伸稔、アクション監督、スタントコーディネーター、ファイトコレオグラファー
- 1967年 - 國本泰功、アナウンサー、報道記者
- 1967年 - ハービー・プリアム、元プロ野球選手
- 1968年 - 吉沢秋絵、元タレント（元おニャン子クラブ）
- 1970年 - サンデル・ボスフケル、元サッカー選手
- 1970年 - タイガーマスク（4代目）、プロレスラー
- 1971年 - 平松省二、元プロ野球選手
- 1971年 - 伊藤薫、プロレスラー、総合格闘家
- 1971年 - スヌープ・ドッグ、ヒップホップMC、俳優
- 1971年 - ダニー・ミノーグ、歌手、女優
- 1972年 - 石橋真、アナウンサー
- 1972年 - 本村伸子、政治家
- 1972年 - 小菅真美、声優
- 1973年 - 柴崎友香、小説家
- 1974年 - 加藤虎ノ介、俳優
- 1975年 - 周防彰悟、音楽プロデューサー
- 1975年 - 原田郁子、ミュージシャン（クラムボン）
- 1975年 - 上杉香緒里、演歌歌手
- 1975年 - キャプテン渡辺、お笑い芸人
- 1975年 - 横井健一、元アナウンサー
- 1976年 - 添野豪、俳優、元お笑い芸人（元アルカリ三世）
- 1977年 - 伊田光寛、コピーライター、コミュニケーションディレクター、スピーチライター
- 1978年 - 村上ロック、怪談師、俳優
- 1978年 - 松尾れい子、女優
- 1978年 - 伊藤智彦、アニメ演出家・監督
- 1978年 - 平野ノラ、お笑いタレント
- 1978年 - 平尾由希、元アナウンサー
- 1979年 - 高野真太郎、ミュージシャン（元CHARCOAL FILTER）
- 1979年 - ポール・アンソニー・テレック、陸上競技選手
- 1979年 - 森田洋平、アナウンサー
- 1980年 - 山村宏太、バレーボール選手
- 1980年 - 渡部由起子、モデル、元レースクイーン
- 1981年 - 杉本明洋、陸上選手
- 1981年 - 小林香織[9]、サックス奏者
- 1981年 - 和田拓三、元サッカー選手
- 1982年 - 石田充、アナウンサー
- 1983年 - 山田孝之、俳優
- 1983年 - 大和ヒロシ、プロレスラー、政治家
- 1983年 - ミシェル・フォルム、元サッカー選手
- 1984年 - 高田あゆみ、歌手（キャナァーリ倶楽部）
- 1984年 - 長谷実果、歌手
- 1984年 - 千賀絢子、アナウンサー
- 1985年 - 橘佳奈、歌手（元DRM）
- 1985年 - 牧野志帆、タレント
- 1986年 - 池田圭、サッカー選手
- 1986年 - 垣田恵利、柔道家
- 1986年 - 松崎祐介、タレント、アイドル（ふぉ〜ゆ〜）
- 1986年 - 田中モエ、女優、アイドル
- 1986年 - 高橋幸子、元タレント、グラビアアイドル
- 1986年 - 山口理恵、元声優、元歌手
- 1987年 - 河合郁人、タレント、アイドル（元A.B.C-Z）
- 1987年 - 田中美衣、柔道選手
- 1987年 - 戸村健次、元プロ野球選手
- 1987年 - 角一晃、元プロ野球選手
- 1987年 - 米良はるか、実業家
- 1987年 - 小松野希海、ミュージカル女優
- 1988年 - 新垣里沙、歌手（元モーニング娘。）
- 1988年 - 足助美岐子、元タレント
- 1988年 - 佐々木麻衣、元タレント、元グラビアアイドル
- 1988年 - 馬龍、卓球選手
- 1988年 - フランセナ・マッコロリー、陸上競技選手
- 1988年 - キャンディス・スワンポール、ファッションモデル
- 1989年 - 伊原茉莉花、タレント、女優
- 1989年 - 浅野尚志、作詞家、作曲家、編曲家
- 1989年 - 桑井亜乃、ラグビーユニオンのレフェリー、元ラグビー選手
- 1989年 - ジェス・グリン、シンガーソングライター
- 1990年 - 伊藤祐介、元プロ野球選手
- 1990年 - 上野真未、タレント
- 1990年 - 加藤ケンジ、総合格闘家
- 1990年 - 菅野英樹、声優
- 1990年 - クセニア・ドロニナ、フィギュアスケート選手
- 1990年 - 後藤紗亜弥、歌手
- 1990年 - じん、シンガーソングライター・ボカロP（自然の敵P）、小説家、脚本家
- 1990年 - 竹下真吾、元プロ野球選手
- 1990年 - 星野拓海、元バスケットボール選手
- 1990年 - 三上大進、タレント
- 1990年 - 柳生みゆ、ファッションモデル、女優、タレント
- 1991年 - 観月あこ、元ファッションモデル
- 1992年 - 吉田眞紀人、政治家、元プロサッカー選手
- 1992年 - マッティア・デ・シリオ、サッカー選手
- 1992年 - Rainych、歌手、YouTuber
- 1993年 - 佐藤大宗、近代五種競技選手
- 1993年 - 原田修佑、フリーアナウンサー
- 1993年 - 福田愛美、元女優
- 1993年 - 浜崎真緒、元AV女優、DJ
- 1993年 - 古村徹、元プロ野球選手
- 1994年 - 浜口愛子、タレント
- 1994年 - 成沢舞香、歌手、ダンサー（ケミカル⇄リアクション）
- 1994年 - 三野草太、サッカー選手
- 1994年 - 小出悠太、サッカー選手
- 1994年 - 橋本裕貴、サッカー選手、フットサル選手
- 1995年 - 遊馬晃祐、俳優
- 1995年 - 二瓶有加、歌手（元PINK CRES.）
- 1996年 - 三浦透子、女優
- 1996年 - 三間エレナ、グラビアモデル、レースクイーン
- 1996年 - ギャビー、ファッションモデル
- 1996年 - 梅澤愛優香、飲食店経営者、元アイドル（バイトAKB）
- 1997年 - 藤原樹、俳優、ダンサー（THE RAMPAGE from EXILE TRIBE）
- 1997年 - 前田大然、サッカー選手
- 1997年 - 楢崎慈恵、バレーボール選手
- 1997年 - 岡本桃香、フリーアナウンサー
- 1998年 - ReoNa、歌手
- 1998年 - 千野七海、サッカー選手
- 1999年 - 新沼希空、アイドル（つばきファクトリー）
- 1999年 - チュウ、歌手（元今月の少女）
- 1999年 - 東城陽奏、歌手
- 2000年 - ヴィクター・キムタイ、陸上競技選手
- 2001年 - もものすけ、モデル、アイドル
- 2001年 - 京極おきな、元アーティスティックスイミング選手
- 2001年 - 栃谷美羽、サッカー選手
- 2003年 - 松川虎生、プロ野球選手
- 2003年 - 朝比奈あずさ、バスケットボール選手
- 2004年 - 岡村美波、アイドル（BEYOOOOONDS）
- 2004年 - 相川奏多、声優
- 2004年 - LEEHAN、アイドル（BOYNEXTDOOR）
- 2005年 - 小笠原蒼、プロ野球選手
- 2006年 - 百花、アイドル（ファントムシータ）
- 2008年 - 石井泉羽、アイドル（つばきファクトリー）
- 2008年 - 吉田芽生[10]、作家
- 生年不詳 - 岩根宏行、アナウンサー
- 生年不詳 - 河合優子、ピアニスト
- 生年不詳 - 桃瀬あやみ、声優

### 人物以外（動物など）
- 1996年 - シャバーニ、ニシローランドゴリラ
- 1999年 - まさお君、ラブラドール・レトリバー（+ 2006年）
- 2007年 - 柴犬まる、柴犬（+ 2024年）

## 忌日

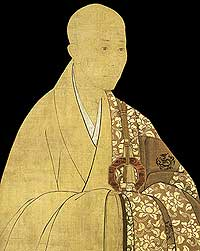
臨済宗の僧夢窓疎石(1275-1351)遷化。天龍寺や全国の安国寺を建立し、7度の国師号を賜与された。

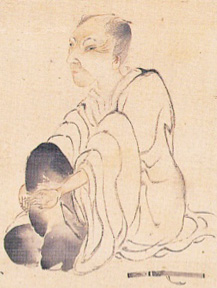
岡藩出身の南画家田能村竹田(1777-1835)没。

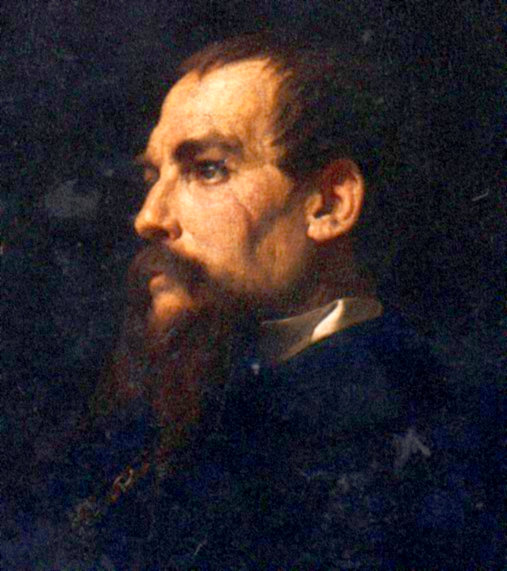
探検家リチャード・フランシス・バートン(1821-1890)没。
『千夜一夜物語』の翻訳で知られる19世紀の大英帝国を代表する冒険家。

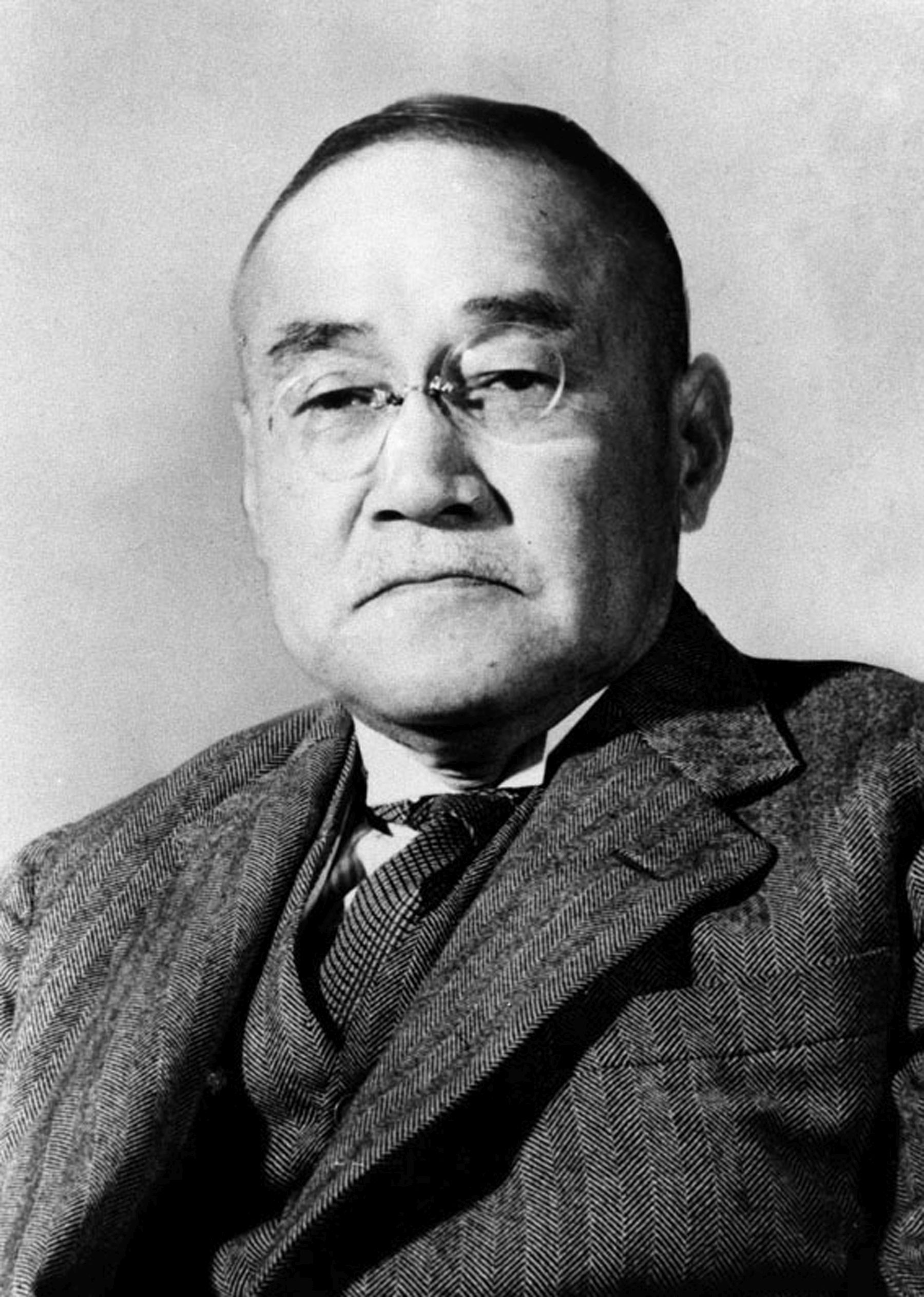
政治家吉田茂(1878-1967)没。内閣総理大臣を5回務め、サンフランシスコ平和条約、日米安全保障条約に調印した。

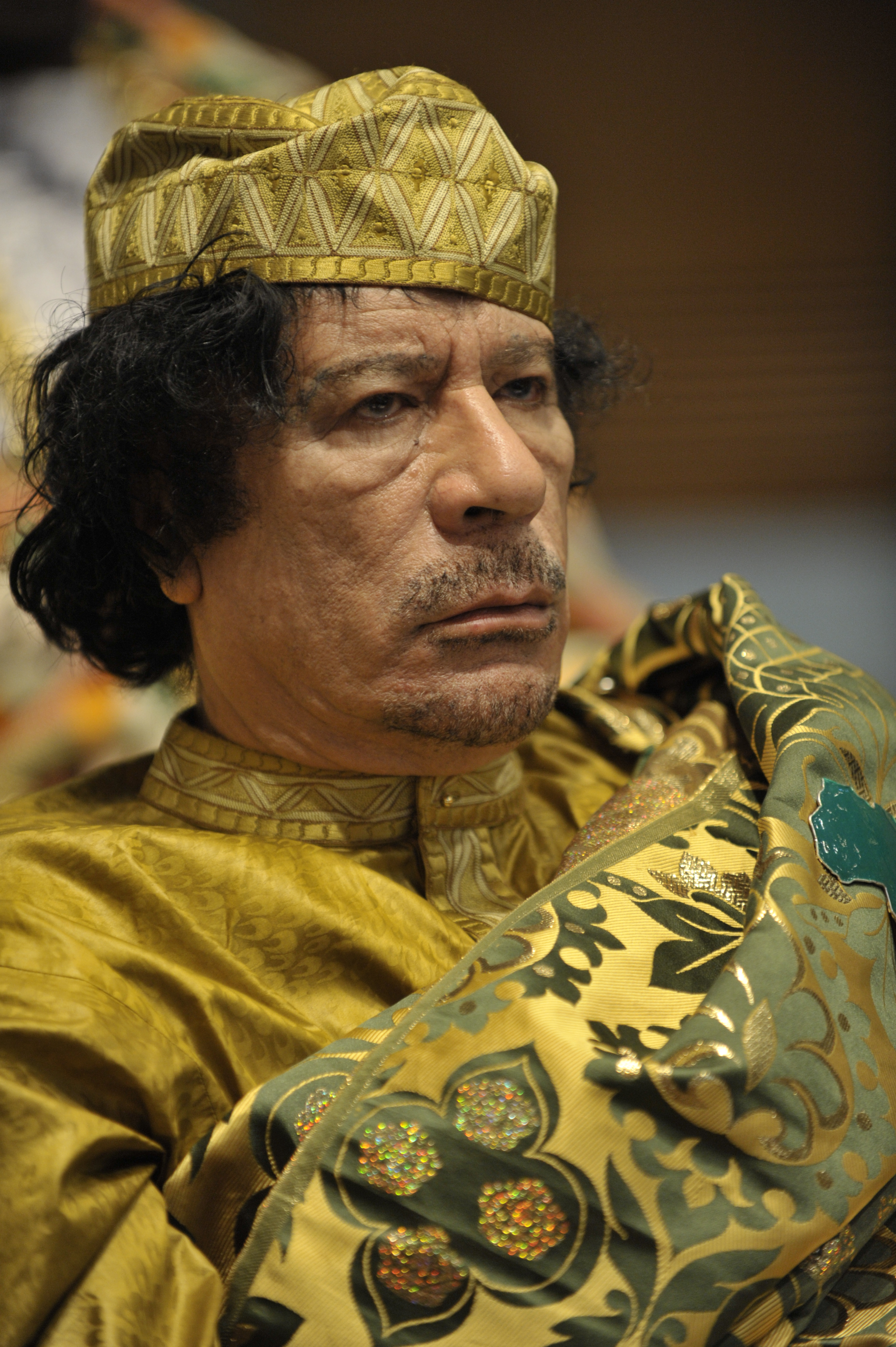
リビアの独裁指導者カダフィ大佐ことムアンマル・アル＝カッザーフィー(1942-2011)没。2011年リビア内戦で政権崩壊し、殺害された。

- 891年（寛平3年9月14日） - 源興基、皇族、官人（* 生年不詳）
- 1139年 - ハインリヒ10世、バイエルン大公、ザクセン大公（* 1108年頃）
- 1351年（観応2年9月30日） - 夢窓疎石、南北朝時代の僧（* 1275年）
- 1438年 - ヤコポ・デッラ・クエルチャ、彫刻家（* 1374年頃）
- 1516年 - ジュリアーノ・ダ・サンガッロ、建築家（* 1445年）
- 1631年 - ミヒャエル・メストリン、天文学者（* 1550年）
- 1713年 - アーチボルド・ピトケアン（英語版）、医師、詩人（* 1652年）
- 1740年 - カール6世、神聖ローマ皇帝（* 1685年）
- 1762年（宝暦12年9月4日） - 前田利幸、第5代富山藩主（* 1730年）
- 1801年 - ルイ・ゴーフィエ（フランス語版）、画家（* 1762年）
- 1821年 - フェリックス・デ・アサーラ、軍人、技術者、博物学者（* 1746年）
- 1835年（天保6年8月29日） - 田能村竹田、南画家（* 1777年）
- 1842年 - フリードリヒ・ヴィルヘルム・ピクシス、ヴァイオリニスト、作曲家（* 1785年）
- 1842年（天保13年9月17日） - 閑院宮愛仁親王、江戸時代の皇族（* 1818年）
- 1865年（慶応元年9月1日） - 松原忠司、新選組副長助勤（* 1815年頃）
- 1870年 - マイケル・ウィリアム・バルフ、作曲家（* 1808年）
- 1872年 - フリードリヒ・ヴェルヴィッチュ、植物学者、ウェルウィッチア発見者（* 1806年）
- 1890年 - リチャード・フランシス・バートン、探検家（* 1821年）
- 1896年 - フェリックス・チスラン、天文学者（* 1845年）
- 1902年 - ユリー・ヴィルヘルミーネ・ハーゲン＝シュヴァルツ（英語版）、画家（* 1824年）
- 1904年 - 佐藤助九郎 (10代)、実業家、佐藤工業株式会社創業者（* 1847年）
- 1906年 - バック・ユーイング、プロ野球選手（* 1859年）
- 1909年 - 嵯峨実愛、幕末の公卿（* 1820年）
- 1913年 - ダニエル・デヴィッド・パーマー（英語版）、医師、カイロプラクティック考案者（* 1845年）
- 1916年 - 高松凌雲、医師（* 1837年）
- 1931年 - エマヌエル・モール、作曲家、ピアニスト、楽器発明家（* 1863年）
- 1935年 - アーサー・ヘンダーソン、政治家、ノーベル平和賞受賞者（* 1863年）
- 1936年 - アン・サリヴァン、教育者（* 1866年）
- 1940年 - 栂野明二郎、発明家、実業家（* 1882年）
- 1942年 - メイ・ロブソン、女優（* 1858年）
- 1942年 - フレデリック・ストック、指揮者（* 1872年）
- 1944年 - 萩武、野球選手（* 1920年）
- 1950年 - ヘンリー・スティムソン、アメリカ合衆国国務長官・陸軍長官（* 1867年）
- 1952年 - ミハイル・ロストフツェフ、歴史学者、経済学者（* 1870年）
- 1959年 - 阿部次郎、哲学者、美学者、作家（* 1883年）
- 1964年 - ハーバート・フーヴァー、政治家、第31代アメリカ合衆国大統領（* 1874年）
- 1965年 - 黒島亀人、日本海軍の少将（* 1893年）
- 1967年 - 吉田茂、政治家、元内閣総理大臣（* 1878年）
- 1969年 - 江川為信、政治家（* 1890年）
- 1971年 - 当間重剛、元那覇市長、琉球政府行政主席（* 1895年）
- 1972年 - ハーロー・シャプレー、天文学者（* 1885年）
- 1976年 - 金子大栄、仏教思想家（* 1881年）
- 1977年 - 瀬藤象二、電気工学者（* 1891年）
- 1977年 - マリー＝テレーズ・ワルター（英語版）、パブロ・ピカソのモデル（* 1909年）
- 1978年 - グンナー・ニルソン、F1レーシングドライバー（* 1948年）
- 1979年 - 中村裕二、元野球選手（* 1949年）
- 1980年 - ロバート・ホイッタカー、生物学者（* 1920年）
- 1984年 - カール・コリ、生化学者（* 1896年）
- 1984年 - ポール・ディラック、物理学者（* 1902年）
- 1984年 - マキノ智子、女優（* 1907年）
- 1984年 - ピエール・カスト、映画監督（* 1920年）
- 1985年 - 浦山桐郎、映画監督（* 1930年）
- 1986年 - 松本正雄、政治家、元富山県小矢部市長（* 1917年）
- 1986年 - 上迫忠夫、体操競技選手・指導者（* 1921年）
- 1987年 - アンドレイ・コルモゴロフ、数学者（* 1903年）
- 1989年 - 保芦邦人、実業家、紀文食品創業者（* 1913年）
- 1991年 - 勝田正之、実業家、元日本電子計算社長（* 1912年）
- 1993年 - 山本安英、新劇女優（* 1906年）
- 1993年 - 杉山寧、日本画家（* 1909年）
- 1993年 - 平井俊夫、ドイツ文学者、京都大学名誉教授（* 1926年）
- 1993年 - 野村秋介、新右翼活動家（* 1935年）
- 1994年 - バート・ランカスター、俳優（* 1913年）
- 1994年 - セルゲイ・ボンダルチュク、俳優、映画監督、脚本家（* 1920年）
- 1995年 - 伊藤海彦、放送作家、詩人（* 1925年）
- 1995年 - 加藤芳一、放送作家、演出家、インタビュアー（* 1953年）
- 1998年 - 廣慶太郎、実業家（* 1908年）
- 1999年 - 三谷秀治、政治家（* 1915年）
- 1999年 - 芝崎亨、政治家、元埼玉県東松山市長（* 1931年）
- 2002年 - メル・ハーダー、プロ野球選手（* 1909年）
- 2002年 - ベルンハルト・ノイマン、数学者（* 1909年）
- 2002年 - ベルナール・フレッソン（英語版）、俳優（* 1931年）
- 2003年 - ジャック・イーラム、俳優（* 1918年）
- 2005年 - 秋月辰一郎、医師（* 1916年）
- 2005年 - シャーリー・ホーン（* 1934年）
- 2006年 - ジェーン・ワイアット、女優（* 1910年）
- 2006年 - イレーネ・ガリツィン（英語版）、ファッションデザイナー（* 1916年）
- 2006年 - マキシ・ヘルバー、フィギュアスケート選手、ガルミッシュ・パルテンキルヘン五輪金メダリスト（* 1920年）
- 2006年 - 藤岡琢也、俳優（* 1930年）
- 2006年 - 中村源左衞門 (2代目)、歌舞伎役者（* 1934年）
- 2006年 - ゴールドベルク山根美代子[11]、ピアニスト（* 1939年）
- 2007年 - 中村秀一郎、経営学者、多摩大学名誉学長（* 1923年）
- 2007年 - ポール・レイヴン（英語版）、ベーシスト（元キリング・ジョーク）（* 1961年）
- 2008年 - シスター・エマニュエル、修道女・慈善活動家（* 1908年）
- 2008年 - ピエール・サンカン、ピアニスト、作曲家、指揮者（* 1916年）
- 2008年 - 土田晃透、元明治生命保険社長（* 1921年）
- 2008年 - ジョー・ルーツ、元プロ野球選手、監督（* 1925年）
- 2008年 - 米澤祥一郎、元三井松島産業（現・三井松島ホールディングス）社長（* 1941年）
- 2009年 - クリフォード・ハンセン（英語版）、政治家（* 1912年）
- 2009年 - 小渕正義、政治家（* 1925年）
- 2009年 - ジェフ・ネイス（英語版）、漫画家（* 1927年）
- 2009年 - アルベルト・テスタ（イタリア語版） 、作詞家、作家、歌手（* 1927年）
- 2009年 - 原田康子、小説家（* 1928年）
- 2009年 - ユーリ・リャザノフ（英語版）、体操選手（*1987年）
- 2010年 - エヴァ・イボットソン、小説家（* 1925年)
- 2010年 - ボブ・グッチョーネ、実業家、ペントハウス社主（* 1930年)
- 2011年 - 内藤初穂、ノンフィクション作家（* 1921年）
- 2011年 - ムアンマル・アル＝カッザーフィー、リビア革命指導者、リビア首相（* 1942年）
- 2011年 - アル＝ムアタシム＝ビッラーフ・アル＝カッザーフィー、軍人、医師、政治家（* 1974年）
- 2012年 - エドワード・ドナル・トーマス、医学者、ノーベル生理学・医学賞受賞者（* 1920年）
- 2012年 - ポール・カーツ（英語版）、哲学者、ニューヨーク州立大学バッファロー校名誉教授（* 1925年）
- 2012年 - レイモンド・L・ワトソン、企業家、元ウォルト・ディズニー・カンパニー会長（* 1926年）
- 2013年 - ローレンス・クライン、経済学者、ノーベル経済学賞受賞者（* 1920年）
- 2013年 - ヨバンカ・ブロズ（英語版）、ユーゴスラビア大統領ヨシップ・ブロズ・チトーの妻（* 1924年）
- 2013年 - ディミトリ・ザイキン、宇宙飛行士訓練者（* 1932年）
- 2013年 - 天野祐吉、雑誌編集者、コラムニスト（* 1933年）
- 2013年 - ジャマルール・キラム3世（英語版）、スールー王国のスルタン（* 1938年）
- 2014年 - 徳山詳直、実業家、教育家（* 1930年）
- 2014年 - オスカー・デ・ラ・レンタ、デザイナー（* 1932年）
- 2014年 - ルネ・ブリ、写真家（* 1933年）
- 2014年 - 長野羊奈子、声楽家、メゾソプラノ歌手（* 1933年）
- 2014年 - オックス・ベーカー、プロレスラー（* 1934年）
- 2014年 - 秋元きつね、CG作家（* 1968年）
- 2015年 - 勝井義雄[12]、火山学者、北海道大学名誉教授、元日本火山学会長（* 1926年）
- 2015年 - 山田直、フランス文学者、詩人、慶應義塾大学名誉教授（* 1928年）
- 2015年 - まつもとひろし、作曲家（* 1968年）
- 2016年 - 肝付兼太、声優（* 1935年）
- 2016年 - 田部井淳子、登山家（* 1939年）
- 2016年 - 大野紀明、政治家、元愛知県稲沢市長（* 1945年）
- 2016年 - 神崎繁、哲学者（* 1952年）
- 2016年 - 平尾誠二、元ラグビー選手、監督（* 1963年）
- 2016年 - 小路啓之、漫画家（* 1970年）
- 2017年 - 斎藤文一、宇宙物理学者、宮沢賢治研究家、新潟大学名誉教授（* 1925年）
- 2017年 - スタン・コワルスキー（英語版）、プロレスラー（* 1926年）
- 2018年 - 芦田淳、ファッションデザイナー（* 1930年）
- 2018年 - ピーター・ヴェラパン（英語版）、マレーシアサッカー協会理事、元アジアサッカー連盟事務局長（* 1935年）
- 2018年 - 北白川道久、元皇族、元伊勢神宮大宮司、神社本庁統理（* 1937年）
- 2018年 - ウィム・コック、政治家、元オランダ首相（* 1938年）
- 2018年 - 関根建男[13]、実業家、元CM総合研究所代表（* 1939年）
- 2018年 - 岳華（英語版）、俳優（* 1942年）
- 2018年 - 日名子泰通[14]、実業家、元九州電力副社長、にしけい会長（* 1944年）
- 2018年 - キース・ヘインズ、キーボード奏者、音楽プロデューサー、歌手（* 1963年）
- 2019年 - 高鳥修、政治家、元総務庁長官・経済企画庁長官（* 1929年）
- 2019年 - ホァン・ヨン・ピン（英語版）、芸術家（* 1954年）
- 2019年 - エリック・クーパー（英語版）、野球審判員（* 1966年）
- 2020年 - イリーナ・スコブツェワ、女優（* 1927年）
- 2020年 - 大柳英二[15]、英語音声学者、慶応大学名誉教授（* 1926年または1927年）
- 2020年 - ジェームズ・ランディ、マジシャン、懐疑論者（* 1928年）
- 2020年 - 芦沢俊郎、脚本家（* 1930年）
- 2020年 - アレックス・ヴァレンヌ、画家、漫画家（* 1939年）
- 2020年 - ブルーノ・マルティニ、元サッカー選手（* 1962年）
- 2020年 - 片岡知子、音楽家（インスタントシトロン）（* 1969年）
- 2021年 - 渡辺淳、仏文学者、評論家、東京都立大学名誉教授（* 1922年）
- 2021年 - 嶋田しづ[16]、洋画家（* 1923年）
- 2021年 - 西川禮二、実業家、元三菱ガス化学社長（* 1928年）
- 2021年 - 牧阿佐美、バレリーナ、振付師（* 1933年）
- 2021年 - ミハイ・チクセントミハイ、心理学者（* 1934年）
- 2021年 - 川口真、作曲家、編曲家（* 1937年）
- 2021年 - ジェリー・ピンクニー（英語版）、イラストレーター、挿絵画家、児童文学作家（* 1939年）
- 2022年 - 山田三郎、実業家、泉陽興業創業者（* 1930年）
- 2022年 - アントン・ドンチェフ（英語版）、歴史小説作家、脚本家（* 1930年）
- 2022年 - ロン・マサク（英語版）、俳優（* 1936年）
- 2022年 - ルーシー・サイモン（英語版）、作曲家、作詞家、歌手（* 1940年）
- 2023年 - 大野源二郎[17]、写真家（* 1924年）
- 2023年 - 中庸助、俳優、声優（* 1930年）
- 2023年 - 坂中英徳、法務官僚、元東京入国管理局長（* 1945年）
- 2023年 - ヘイドン・グウィン（英語版）、女優（* 1957年）
- 2024年 - 村上處直、防災都市計画研究所創業者・名誉所長及び会長、元横浜国立大学教授（* 1935年）

## 記念日・年中行事
- ケニヤッタデー（ ケニア）
- 革命記念日（ グアテマラ）
- えびす講（ 日本）
- 皇后誕生日（ 日本 1989年 - 2018年）
- 世界骨粗鬆症デー（国際デー）
- 世界統計デー (国際デー)
- 新聞広告の日（ 日本）
日本新聞協会が1958年に制定。日付は、10月15日からの新聞週間の中の区切りのよい20日とした[18]。
- 頭髪の日（ 日本）
日本毛髪科学協会が1977年に制定。頭髪や頭皮に関する知識の普及を目指すことを目的に、10月20日を「頭髪の日」とした[19]。日付は 「とう(10)はつ(20)」の語呂合せ。
- ヘアブラシの日（ 日本）
全日本ブラシ工業協同組合が1996年に制定。頭髪「とう(10)はつ(20)」の語呂合せで、ヘアブラシの日と決められた[20]。
- リサイクルの日（ 日本）
日本リサイクルネットワーク会議が1990年に制定。日付は、「ひとまわり」(10)＆「ふたまわり」(20)の語呂合わせ[21]。
- 疼痛ゼロの日（ 日本）
「とう(10)つう(two)ゼロ(0)」の語呂合せ。疼痛治療に関する情報提供を行っていた非営利団体JPAP(Japan Partners Against Pain※解散済)が制定。
- 群青忌
右翼活動家・野村秋介の自決日を追悼。